# 宮本三郎

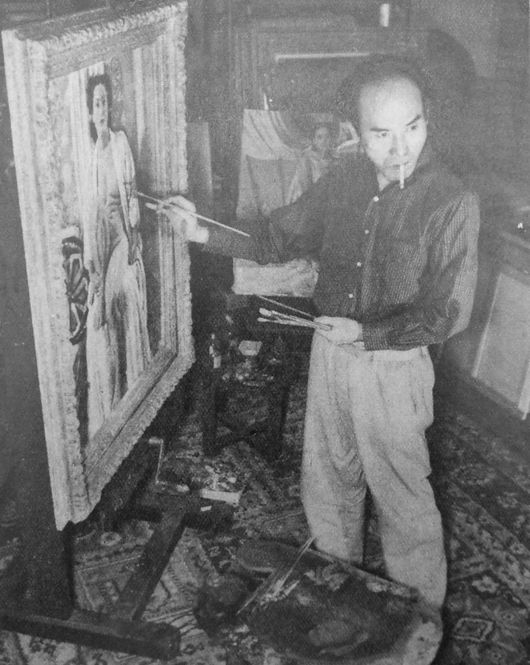
1948年

宮本 三郎（みやもと さぶろう、1905年5月23日 - 1974年10月13日）は、日本の洋画家。金沢美術工芸大学名誉教授。石川県能美郡末佐美村（現・小松市）生まれ。

## 人物
1905年、石川県小松市に生まれる。旧制小松中学校に在学中に陸軍幼年学校を受験するも落ちたため中学校を中退、画家になることを志す。1922年（大正11年）に上京すると川端画学校に入り富永勝重、藤島武二に師事する。また安井曾太郎、前田寛治からも教えを受けた。関東大震災後に京都に移り、関西美術院で黒田重太郎の指導を受ける。
1936年（昭和11年）、二科会に新会員として迎えられる。
油絵の他に雑誌の挿絵、新聞小説の挿絵も多く手がけた。第二次世界大戦中はシンガポールの戦いを題材に『山下、パーシバル両司令官会見図』など戦争画も手がける（同画は、戦後GHQに接収されたが、1970年（昭和45年）に日本に永久貸与という形で返還、国立近代美術館に保管されている）。このほか国立霞ヶ丘競技場陸上競技場の壁画や切手の原画などで知られ晩年には木版画の作品も手がけている。
娘・美音子の夫は英文学者の宮本陽吉である。宮本陽一郎は孫。
2021年（令和3年）、愛知県美術館が所蔵する『家族』（1956年）を調べたところ、キャンバスの下から別の作品が見つかり、調査の結果、1937年（昭和12年）に発表後長らく行方不明であった『裸婦』であることが判明した

。

## 略年譜

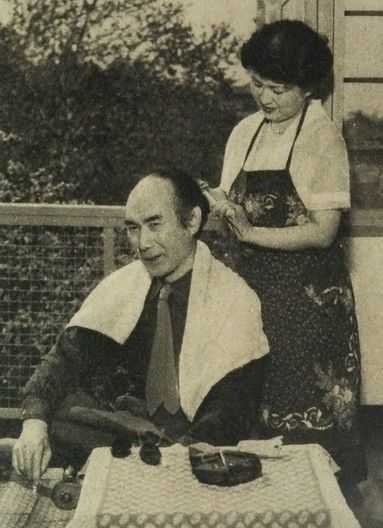
妻・文枝とともに（1954年）

- 1922年 上京し川端画学校洋画部で藤島武二らに師事。
- 1927年 「白き壺の花」で二科展に初入選
- 1934年 初の個展を開く。
- 1936年 二科会会員に推挙される。
- 1938年 渡欧。
- 1939年 第二次世界大戦の勃発に伴い帰国。
- 1940年 陸軍省嘱託として小磯良平等と共に中国へ従軍。
- 1943年 「山下、パーシバル両司令官会見図」で帝国美術院賞受賞[6]。「海軍落下傘部隊メナド奇襲」で朝日賞受賞。
- 1946年 金沢美術工芸専門学校講師に就任。
- 1947年 熊谷守一、栗原信、黒田重太郎、田村孝之介、中川紀元、鍋井克之、正宗得三郎、横井礼市と共に第二紀会を結成。
- 1953年 多摩美術大学教授[7]
- 1955年 東京教育大学非常勤講師に就任。
- 1966年 芸術院会員となる。
- 1971年 金沢美術工芸大学名誉教授に就任。
- 1974年 死去。墓所は鎌倉霊園。

## 著書・画集
- 『宮本三郎南方従軍画集』陸軍美術協会出版部 1943
- 『少年の画室』東峰書房 1951
- 『日本現代画家選 第11　宮本三郎』美術出版社 1954
- 『デッサンの技法』小磯良平、鈴木信太郎共著 美術出版社 1955
- 『人物の描き方』美術出版社 1959
- 『画集宮本三郎 花と風景と女』毎日新聞社 1973
- 『宮本三郎』三彩社 1974
- 『宮本三郎画集』河北倫明、本間正義、山田智三郎編集 朝日新聞社 1977
- 『現代の美人画 7 (宮本三郎)』講談社 1978
- 『宮本三郎素描集』毎日新聞社 1978
- 『宮本三郎の世界 花と裸婦と…』毎日新聞社 1978
- 『20世紀日本の美術 アート・ギャラリー・ジャパン 東郷青児/宮本三郎』田中穣、桑原住雄責任編集 集英社 1986
- 『現代日本素描全集 10 宮本三郎』宝木範義責任編集 ぎょうせい 1992
- 『宮本三郎の仕事 その眼差しと時代』世田谷美術館 2014

関連書籍
- 黒岩太一『藤田嗣治・宮本三郎画伯のモデルになった兵隊 軍靴の響き消えて45年の記録』こだま詩社 1989